# The Goodwin Games
The Goodwin Games es una serie de televisión estadounidense de comedia que se estrenó como un reemplazo de media-temporada en Fox desde el 20 de mayo hasta el 1 de julio de 2013. Fue escrita y dirigida por Carter Bays y Craig Thomas (creadores de How I Met Your Mother) al lado de Chris Harris.

## Elenco y personajes

### Principales
- Becki Newton como Chloe Goodwin.
- Scott Foley como Henry Goodwin.
- T. J. Miller como Jimmy Goodwin (Jake Lacy en el piloto original).
- Kat Foster como Lucinda Hobbes (Felisha Terrell en el piloto original).[2]
- Melissa Tang como April Cho.

### Recurrentes
- Sabrina Carpenter como la joven Chloe Goodwin.
- Beau Bridges como Benjamin Goodwin.
- Kaitlyn Maher como Piper Goodwin.
- Jerrod Carmichael como Elijah.
- Stefanie Black como Annie.
- Laurie Metcalf como Dra. Richland[3]
- Adam Rodríguez como Ivan.[4]
- Janina Gavankar como Hannah.
- Chris Diamantopoulos como Chad.
- William Edward Dagsher como Fisherman.

## Producción
El 9 de mayo de 2012, Fox ordena una serie de comedia  que se esperaba que se estrenará durante la temporada televisiva 2012–13 como una estrada a mitad de temporada. El 7 de junio de 2012, se anunció que T. J. Miller reemplazaría a Jake Lacy en el papel de Jimmy.  El 2 de noviembre de 2012, se anunció que Fox reduciría de 13 a 7 episodios.

## Transmisión
La serie fue estrenada en Australia en Eleven el 20 de mayo de 2014.
En Latinoamérica se estrenó en 2014 en FX.